# Amphiura duncani
Amphiura duncani is een slangster uit de familie Amphiuridae.
De soort werd in 1879 voor het eerst beschreven door Peter Martin Duncan, die de tot dan nog onbekende soort uit de Koreaanse wateren de wetenschappelijke naam Amphiura luetkeni gaf. Die naam was echter in 1872 al door Axel Vilhelm Ljungman vergeven aan een soort uit het West-Indisch gebied. Ljungman had die in het geslacht Amphipholis geplaatst maar de soort werd in 1882 door Theodore Lyman naar het geslacht Amphiura verhuisd. Als de beide soorten in hetzelfde geslacht worden geplaatst, dan heeft de naam van Ljungman prioriteit. In 1882 publiceerde Lyman daarom voor deze soort het nomen novum Amphiura duncani. De naam Amphiura luetkeni is door Duncan wel geldig gepubliceerd omdat hij dat deed voordat de soort van Ljungman naar het geslacht Amphiura werd verplaatst. Bij een eventuele verhuizing naar een ander geslacht is de naam luetkeni daarom voor deze soort beschikbaar. De soort van Ljungman wordt overigens inmiddels in het geslacht Ophiophragmus geplaatst.